# Francisco Javier Ceballos Sierra
Francisco Javier Ceballos Sierra (Santander, 18 de abril de 1954) es un profesor, escritor y español,  

## Biografía
Profesor Titular del área de Arquitectura y Tecnología de Computadores en la Universidad de Alcalá (UAH), es conocido por sus libros acerca del desarrollo de aplicaciones utilizando los lenguajes de programación C/C++, C#, Java, Visual Basic.
Francisco Javier Ceballos Sierra es uno de los cinco profesores de la UAH que, a fecha de 2005, habían sido investidos profesores honorarios de la Universidad Nacional Autónoma de Nicaragua.
Colabora dictando conferencias y seminarios en universidades europeas y latinoamericanas sobre los temas que escribe.

## Publicaciones

### Python
- Enciclopedia del lenguaje Python

### C/C++
- Enciclopedia del lenguaje C++
- Programación orientada a objetos con C++
- C/C ++. Curso de programación
- Microsoft Visual C++. Aplicaciones para Win32
- Microsoft Visual C++. Programación avanzada en Win32.

### C#
- Visual C#. Interfaces gráficas y aplicaciones para Internet con WPF, WCF y Silverlight
- Aplicaciones .Net multiplataforma
- Enciclopedia de Microsoft Visual C#. Interfaces gráficas y aplicaciones para Internet con Windows Forms y ASP.NET.
- Microsoft C#. Curso de programación
- Microsoft C#. Lenguaje y aplicaciones

### Visual Basic
- Visual Basic. Interfaces gráficas y aplicaciones para Internet con WPF, WCF y Silverlight
- Enciclopedia de Microsoft Visual Basic. Interfaces gráficas y aplicaciones para Internet con Windows Forms y ASP.NET.
- Microsoft Visual Basic .NET. Curso de programación
- Microsoft Visual Basic .NET. Lenguaje y aplicaciones
- Enciclopedia de Microsoft Visual Basic 6
- Visual Basic 6. Curso de programación

### Java
- Java 2. Interfaces gráficas y aplicaciones para Internet
- Java 2. Curso de programación
- Java 2. Lenguaje y aplicaciones